# Michael Sorkin
Pour les articles homonymes, voir Sorkin.
Michael David Sorkin, né le 2 août 1948 et mort le 26 mars 2020, est un architecte urbaniste américain, auteur et éducateur basé à New York. Il est considéré comme une voix provocatrice et polémique dans la culture contemporaine et dans la conception des lieux urbains au tournant du XXIe siècle. En plus d'être un professeur réputé dans de nombreuses grandes écoles d'architecture, il est critique d'architecture pour Village Voice et chroniqueur invité dans de nombreuses publications,. Il est directeur du programme d'études supérieures en design urbain au City College de New York.

## Biographie
Michael Sorkin naît en 1948 à Washington, DC. Il est architecte et urbaniste dont la pratique couvre la conception, la planification, la critique et l'enseignement. Sorkin obtient un baccalauréat universitaire de l'Université de Chicago en 1969 et une maîtrise en architecture du Massachusetts Institute of Technology (M.Arch '74). Sorkin est également titulaire d'une maîtrise en anglais de la Columbia University (MA '70). Il est le fondateur et directeur du Michael Sorkin Studio, un cabinet de design mondial basé à New York qui s'intéresse tout particulièrement à l'urbanisme, au design urbain et à l'urbanisme vert. 
Sorkin est critique en architecture de maison pour The Village Voice dans les années 1980, et est l'auteur de nombreux articles et livres sur les thèmes de l'architecture contemporaine, du design, des villes et du rôle de la démocratie dans l'architecture,,. Sorkin est coprésident de l' Institute for Urban Design, une organisation d'éducation et de défense des droits, et vice-président de l' Urban Design Forum à New York. En 2013, Sorkin reçoit le prix Design Mind décerné par le Cooper Hewitt, Smithsonian Design Museum
Il est directeur au Studio Michael Sorkin et président de Terreform, un groupe de recherche à but non lucratif. 
Michael Sorkin meurt du COVID-19 le 26 mars 2020 à Manhattan,.
En deuil, les architectes font l'éloge de son écriture et de son sens critique.